# Хилл, Артур, 3-й маркиз Дауншир
Артур Бланделл Сэндис Трамбулл Хилл, 3-й маркиз Дауншир (англ. Arthur Blundell Sandys Trumbull Hill, 3rd Marquess of Downshire; 8 октября 1788 — 12 сентября 1845) — англо-ирландский пэр, носивший титул учтивости — виконт Фэрфорд с 1789 по 1793 год и граф Хиллсборо с 1793 по 1801 год.

## Биография
Он родился 8 октября 1788 года на Ганновер-сквер в Вестминстере. Старший сын Артура Хилла, 2-го маркиза Дауншира (1753—1801), и его жены Мэри Сэндис (1764—1836). Он стал 3-м маркизом Даунширом после ранней смерти своего отца в 1801 году. Он получил образование в Итоне и Крайст-Черче, Оксфорд, получив степень магистра в 1809 году и степень бакалавра в 1810 году.
25 октября 1811 года Артур Хилл женился на леди Мэри Виндзор (1790 — 7 апреля 1855), дочери Отера Хикмана Виндзора, 5-го графа Плимута (1751—1799), и достопочтенной Сары Арчер (1762—1838). У них было пятеро детей:
- Артур Уиллс Бланделл Сэндис Трамбулл Виндзор Хилл, 4-й маркиз Дауншир (6 августа 1812 — 6 августа 1868), старший сын и преемник отца
- Леди Шарлотта Августа Хилл (30 июня 1815 — 24 ноября 1861), в 1843 году вышла замуж за сэра Джорджа Четвинда, 3-го баронета (1809—1869), от брака с которым у неё было четверо детей.
- Капитан лорд Уильям Фредерик Артур Монтегю Хилл (10 июля 1816 — 18 марта 1844), погиб в результате несчастного случая на охоте
- Леди Мэри Пенелопа Хилл (3 сентября 1817 — 15 июля 1884), в 1838 году вышла замуж за Александра Гуда, 1-го виконта Бридпорта (1814—1904), от брака с которым у неё было десять детей.
- Артур Эдвин Хилл-Тревор, 1-й барон Тревор[англ.] (4 ноября 1819 — 25 декабря 1894), 1-я жена с 1848 года Мэри Эмили Саттон (? — 1855), от брака с которой у него было двое детей; 2-я жена с 1858 года достопочтенная Мэри кэтрин Керзон (? — 1911), от брака с которой у него было двенадцать детей.

В начале своей политической карьеры маркиз Дауншир отождествлял себя с вигами и поддерживал реформу парламента. После прихода к власти правительства лорда Чарльза Грея он получил ряд назначений, став полковником милиции Южного Дауна 25 марта 1831 года и получив второй меч на коронации Вильгельма IV 8 сентября. Он был назначен заместителем лейтенанта Беркшира 20 сентября, лордом-лейтенантом Дауна 17 октября (новая должность заменила должность губернатора Дауна) и, наконец, кавалером Ордена Святого Патрика 24 ноября 1831 года. Он получил почётную степень доктора философии в Кембридже 6 июля 1835 года
.
Артур Хилл был очень убеждённым сторонником ирландского языка и был президентом Ольстерского гэльского общества (начало 1830 года). В этом качестве он сыграл важную роль в сохранении записей языка, поэзии, сборников народных и песенных произведений и многого другого.